# Рин ап Майлгун
Рин ап Майлгун (валл. Rhun ap Maelgwn, лат. Rugenus, англ. Run; 508—586), также известный как Рин Высокий (валл. Hir) — король Гвинеда с 547 года.

## Биография
Рин унаследовал королевский титул Гвинеда после кончины своего отца Майлгуна Гвинеда от «желтой чумы» в 547 году и тут же оказался вовлеченным в борьбу за престол. Элидир Муйнваур, представитель королевского рода Стратклайда, женатый на сестре Рина, объявил себя претендентом на трон и вторгся в Гвинед. Роберт Воган указывал, что обоснованием претензий северного принца было незаконное происхождение Рина. Попытка Элидира была неудачной, он потерпел поражение и погиб.
Кончина принца северных бриттов привела к возникновению альянса Ридерха Хайля Стратклайдского и Клидно Эйтена Эдинбургского против Рина Гвинедского. Эти двое предприняли рейд по землям последнего и разграбили Арвон (область вокруг Карнарвона). В ответ Рин собрал людей со всего северного Уэльса и маршем прошел по бриттским королевствам до залива Ферт-оф-Форт, где осуществлял своё военное присутствие в течение нескольких лет. Некоторые исследователи полагают, что этот поход Рина Хира был связан с восшествием на престол королевства пиктов его сводного брата — Бриде I.
Хотя Рин ап Майлгун правил Гвинедом еще несколько десятилетий, никакой другой информации о его деятельности в этот период не сохранилось.
Рину наследовал его сын — Бели ап Рин.